# Dypsis nossibensis
Dypsis nossibensis — вид рода Дипсис (Dypsis) семейства Пальмовые (Arecáceae). Вид распространён только в лесу Локобе на северо-западе Мадагаскара. Находится под угрозой уничтожения среды обитания. Насчитывается менее 25 деревьев.